# Nudimmud
Nudimmud (véase Enki), significa "hacedor" y es uno de los epítetos de Enki, dios de la antigua Mesopotamia. Es mencionado con este calificativo en muchos himnos y en el Enuma Elish, poema que narra la epopeya de la creación. Para los acadios y babilonios su nombre era Ea, término aparentemente sumerio (e = casa, templo; a = agua) aunque el significado es oscuro. Aunque su hijo Marduk, según una versión menos extendida, se engendró a sí mismo, es generalmente considerado como el hijo que tuvo con Damgalnunna o Damkina (también Ninhursag) hermana de Enlil y su esposa a la vez según otras fuentes. Enki también tuvo con Ninhursag tres hijas Ninsar, Ninkurru y Uttu, según una escabrosa historia de la época post sargonida.